# 水曜プレミア
『水曜プレミア』（すいようプレミア）はTBSで2004年4月14日から2005年9月28日までは単発特別番組枠として放送され、2013年4月3日から、2014年3月まで『水曜プレミアシネマ』の後番組として放送されていた単発特別番組枠である。TBS系列で、毎週水曜日の21:00 - 22:54に放送（JST）。

## 概要

### 第1期
2006年3月まで月曜21時から放送されていた『月曜ミステリー劇場』で放送されるサスペンス色の強い作品を除く、人間ドラマや大作ドキュメンタリー、バラエティ番組、映画などを放送していた。また、K-1の中・軽量級大会「K-1 WORLD MAX」シリーズ（基本的に水野裕子がリポーターを、初田啓介が実況を行う）、「HERO'S」シリーズ等もこの枠で放送されることが多かった。
2005年3月から9月までは、18:55 - 20:48（JST）の枠にて「水曜特番」も放送していた為、ゴールデンタイムの単発特別番組枠が水曜日に2枠も存在していた。結局、2005年9月28日に両番組は終了した。

### その後の水曜21・22時台
当番組終了後の2005年10月からは60分のバラエティ番組・2枠に分かれ、21時台は『お笑いLIVE10!』、22時台は火曜10時から移動してきた『世界バリバリ★バリュー』（毎日放送制作）を放送。
幾多の変遷の後、2011年10月から同年12月7日まで放送された『ジャパーン47chスーパー!』で水曜21・22時台の2時間枠となる。なお、21時台については、2010年10月からMBS制作に変更されていた。
2012年1月からの3ヶ月間は、MBS制作2時間枠は維持されながらも『水曜エンタ!』という単発特別番組を放送。そして同年4月4日からはTBSに製作が戻り、2時間の映画枠である『水曜プレミアシネマ』となった。

### 第2期
基本的には映画のみ放送する枠であったが、2013年11月13日に単発バラエティ『有吉ザワールド』を放送した。これ以降、映画中心ではあるものの、第1期同様、総合的な単発特別番組枠に変更される。なお、「テレビ未来遺産」をこの枠で放送する場合があり、その時は「水曜プレミア」の枠名は使用しない（休止扱い）。
2014年4月の改編で、当番組は終了し、2012年4月から続いていた映画枠はわずか2年で終了することになった。
当番組終了後の2014年4月から水曜22時台はダウンタウンの新バラエティーの『水曜日のダウンタウン』、21時台は2012年10月から2014年3月まで19･20時台に放送されていた『水トク!』が、20･21時台に繰り下げて、当番組と統合されることになった。

## ネット局
| 放送地域       | 放送局                    | 放送日時                                  | 放送系列 |
| -------------- | ------------------------- | ----------------------------------------- | -------- |
| 関東広域圏     | TBSテレビ（TBS） 制作局   | 水曜 21:00 - 22:54 （作品により拡大あり） | TBS系列  |
| 北海道         | 北海道放送（HBC）         | 水曜 21:00 - 22:54 （作品により拡大あり） | TBS系列  |
| 青森県         | 青森テレビ（ATV）         | 水曜 21:00 - 22:54 （作品により拡大あり） | TBS系列  |
| 岩手県         | IBC岩手放送（IBC）        | 水曜 21:00 - 22:54 （作品により拡大あり） | TBS系列  |
| 宮城県         | 東北放送（TBC）           | 水曜 21:00 - 22:54 （作品により拡大あり） | TBS系列  |
| 山形県         | テレビユー山形（TUY）     | 水曜 21:00 - 22:54 （作品により拡大あり） | TBS系列  |
| 福島県         | テレビユー福島（TUF）     | 水曜 21:00 - 22:54 （作品により拡大あり） | TBS系列  |
| 山梨県         | テレビ山梨（UTY）         | 水曜 21:00 - 22:54 （作品により拡大あり） | TBS系列  |
| 新潟県         | 新潟放送（BSN）           | 水曜 21:00 - 22:54 （作品により拡大あり） | TBS系列  |
| 長野県         | 信越放送（SBC）           | 水曜 21:00 - 22:54 （作品により拡大あり） | TBS系列  |
| 静岡県         | 静岡放送（SBS）           | 水曜 21:00 - 22:54 （作品により拡大あり） | TBS系列  |
| 富山県         | チューリップテレビ（TUT） | 水曜 21:00 - 22:54 （作品により拡大あり） | TBS系列  |
| 石川県         | 北陸放送（MRO）           | 水曜 21:00 - 22:54 （作品により拡大あり） | TBS系列  |
| 中京広域圏     | 中部日本放送（CBC）       | 水曜 21:00 - 22:54 （作品により拡大あり） | TBS系列  |
| 近畿広域圏     | 毎日放送（MBS）           | 水曜 21:00 - 22:54 （作品により拡大あり） | TBS系列  |
| 鳥取県・島根県 | 山陰放送（BSS）           | 水曜 21:00 - 22:54 （作品により拡大あり） | TBS系列  |
| 岡山県・香川県 | 山陽放送（RSK）           | 水曜 21:00 - 22:54 （作品により拡大あり） | TBS系列  |
| 広島県         | 中国放送（RCC）           | 水曜 21:00 - 22:54 （作品により拡大あり） | TBS系列  |
| 山口県         | テレビ山口（tys）         | 水曜 21:00 - 22:54 （作品により拡大あり） | TBS系列  |
| 愛媛県         | あいテレビ（ITV）         | 水曜 21:00 - 22:54 （作品により拡大あり） | TBS系列  |
| 高知県         | テレビ高知（KUTV）        | 水曜 21:00 - 22:54 （作品により拡大あり） | TBS系列  |
| 福岡県         | RKB毎日放送（RKB）        | 水曜 21:00 - 22:54 （作品により拡大あり） | TBS系列  |
| 長崎県         | 長崎放送（NBC）           | 水曜 21:00 - 22:54 （作品により拡大あり） | TBS系列  |
| 熊本県         | 熊本放送（RKK）           | 水曜 21:00 - 22:54 （作品により拡大あり） | TBS系列  |
| 大分県         | 大分放送（OBS）           | 水曜 21:00 - 22:54 （作品により拡大あり） | TBS系列  |
| 宮崎県         | 宮崎放送（MRT）           | 水曜 21:00 - 22:54 （作品により拡大あり） | TBS系列  |
| 鹿児島県       | 南日本放送（MBC）         | 水曜 21:00 - 22:54 （作品により拡大あり） | TBS系列  |
| 沖縄県         | 琉球放送（RBC）           | 水曜 21:00 - 22:54 （作品により拡大あり） | TBS系列  |

## 放送された企画

### バラエティ
- 恋するハニカミ!スペシャル（2004年6月9日放送）
- プロ野球好珍プレー夏祭り!長嶋ジャパン日米大ハッスルスペシャル（2004年7月14日放送）
- 島田紳助の国民的潜在能力検定 PQテスト（7月28日放送）→2005年4月からは土曜日夜放送のレギュラー番組に
- 昭和-時代からの遺言-（8月11日放送）
- ウンナンの気分は上々10万円の旅スペシャル韓国100万ウォン決戦（10月6日放送）

- 筑紫哲也VS爆笑問題の『拝啓ブッシュ大統領閣下!!あなたが絶対語らない10の秘密』（2005年1月26日放送）
- これが世界のスーパードクターTV初潜入天才名医の仰天テクニック完全公開!!（2月2日放送）
- 人類史上最高のトップアスリート頂上決戦!!筋肉王国スペシャル（2005年2月9日放送）
- 愛・地球博記念特番 たけしの地球極限スペシャル 人類20万年!奇跡の旅（2005年3月9日放送、CBC制作）
- 織田裕二のアフリカ大自然スペシャル象物語（2005年5月18日放送）
- 窪塚洋介のネイティブ・アメリカン紀行～魂に触れる旅聖なる大地へ～（2005年9月14日放送）

- 有吉ザワールド（2013年11月13日放送）

### スポーツ
- K-1ワールドMAX2004 世界一トーナメント（2004年7月7日放送）
- FIFAワールドカップアジア一時予選 インド対日本（9月8日放送）
- K-1ワールドMAX2004 世界王者対抗戦（10月13日放送）
- K-1ワールドMAX 日本代表決定トーナメント2005（2005年2月23日放送）
- K-1ワールドMAX2005 世界一トーナメント開幕戦（5月4日放送）
- 総合格闘技HERO'S2005ミドル級世界王者決定トーナメント開幕戦（7月6日放送）
- K-1ワールドMAX2005世界一決定トーナメント（7月20日放送）

※「K-1ワールドMAX」と「総合格闘技HERO'S」はCS放送・TBSチャンネルでも放送されている。

### テレビドラマ
2004年
- ホットマン'04春スペシャル（2004年4月14日放送）※オープニング!特別企画
- ドキュメンタリードラマ特別企画　ねじれた絆 ～赤ちゃん取り違え事件の真実～（4月21日放送）
- 大都会の女たち（5月12日放送）
- 四分の一の絆（5月19日放送）
- BE-BOP-HIGHSCHOOL（2004年6月16日放送、2005年8月17日放送）
- 負け犬の壁（6月23日放送）
- 特別企画 つぐない（6月30日放送）
- 四谷くんと大塚くん/天才少年探偵登場の巻（7月21日放送）
- さとうきび畑の唄 アンコール（8月4日放送）
- 昭和～時代からの遺言～（8月11日放送）
- 橋田賞10周年記念作品 お母さん、もっと生きたかった！医療ミス、わが子を奪われて～（8月18日放送）
- がんばらないII（9月15日放送）
- 世界最恐Jホラースペシャル 日本のこわい夜（2004年9月22日放送、2005年8月24日放送）
- 家栽の人（10月20日放送）
- 夜回り先生[1]
- 温泉へ行こうスペシャル 世界で一番長い24時間（11月10日放送）
- 無名（11月24日放送）

2005年
- 新春ドラマ特別企画 夏目家の食卓（2005年1月5日放送）
- 怒る相談室長 大岡多聞の事件日誌!（1月19日放送）
- 刹那に似てせつなく（3月16日放送）
- ドラマ特別企画 獄窓記（4月20日放送）
- 夜王（5月11日放送）
- きららの仕事（5月25日放送）
- 恋愛内科25時（6月1日放送）
- 赤い疑惑（6月15日・22日・29日、3週連続放送）

### 映画 (第1期のみ)
※第2期は映画中心のため、記載しない。
TBS制作の映画等を放送している。
- トイ・ストーリー2（2004年4月28日放送）
- 釣りバカ日誌12 史上最大の有給休暇（5月5日放送）
- ユニバーサル・ソルジャー（5月26日放送）
- M:I-2（6月2日放送）
- 釣りバカ日誌9（8月25日放送）
- シックス・センス（9月1日放送）
- 陰陽師（9月29日放送）
- ピンポン（11月17日放送）
- 逃亡者（12月1日放送）
- パーフェクト・ストーム（12月8日放送）
- 釣りバカ日誌14 お遍路大パニック（12月29日放送）
- A.I.(2005年1月12日放送)※ノーカット放送
- 呪怨（2月16日放送）
- あずみ（3月2日放送）
- 半落ち（3月23日放送）
- 木更津キャッツアイ 日本シリーズ（4月6日放送）
- バットマン（6月8日放送）
- スター・ウォーズ／EPISODE VI ジェダイの帰還 特別篇（7月13日放送）
- 破れ太鼓（8月24日放送）
- 釣りバカ日誌13 ハマちゃん危機一髪!（8月31日放送）